# Socorro a los obreros que construían el ferrocarril a San Juan de las Minas
El socorro a los obreros que construían el ferrocarril a San Juan de las Minas fue la primera operación militar española en el siglo XX. Tiene lugar en las proximidades de Melilla y se desarrolla el 9 de julio de 1909, al inicio de la guerra de Melilla.

## Antecedentes

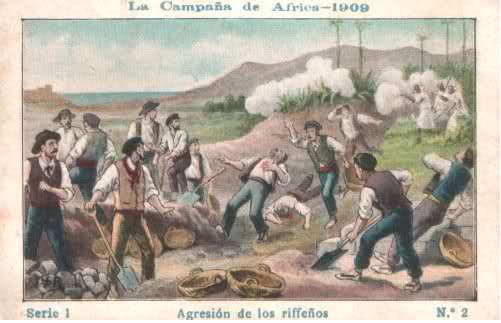
Agresión de los rifeños.

Este mismo día un grupo de rifeños atacó a obreros españoles que trabajaban en la construcción del ferrocarril de la Compañía Española de Minas del Rif, tratando de capturarlos con el fin de canjearlos por los rifeños capturados por el general Pedro del Real el 3 de julio durante una operación de castigo sobre el Zoco el Arbáa, Charrauit y Lehadara.

## Fuerzas españolas
Recogidos y evacuados los cadáveres del primer encuentro, el comandante general de Melilla, José Marina Vega divide sus fuerzas en cuatro núcleos:
- Derecha: Coronel Ignacio Axó y González de Mendoza con cuatro compañías del Regimiento África n.º 68. Dos de las cuales, al mando del teniente coronel Enrique Baños Pérez, se trasladan en el Ferrocarril minero de Beni Buifrur a Melilla para recoger los cadáveres de los obreros fallecidos, estableciendo contacto con los rifeños en el barranco de Sidi Musa.
- Centro: General Marina marcha a pie con dos compañías de Melilla y las otras dos del África, una sección de ametralladoras, dos secciones de caballería y una batería de montaña.
- Izquierda: Coronel Larrea, Jefe del Estado Mayor, con dos compañías de Brigada Disciplinaria de Melilla y una del África.
- Retaguardia: Núcleo de apoyo artillero formado una batería montada y un sección con cañones de 8 cm, ingenieros y servicios de intendencia y de sanidad.

Tras la salida de Marina el resto de la guarnición queda a las órdenes del General segundo Jefe. Conforme avanzaba el día la harka a la que se iba a combatir se había incrementado considerablemente, superando los dos mil combatientes.

## El combate

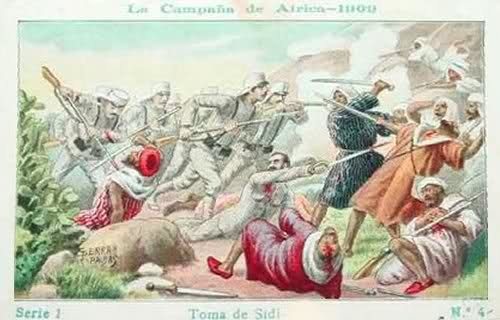
Toma de Sidi Musa.

Tras una breve preparación artillera, la columna de Axó asalta Sidi Musa, ocupando el objetivo. A continuación, la columna del centro se lanzó contra el cerro de Sidi Ahmed el Hach con los disciplinarios a la cabeza.
Una columna, formada por miembros del Batallón Disciplinario de Melilla, encontró a las fuerzas enemigas sobre las alturas, dominando tanto el flanco derecho como el camino.
El teniente coronel Enrique Baños Pérez cañoneó la posición, y la infantería, tras porfiado combate a la bayoneta, le desalojó de tres alturas hasta coronar las estribaciones del Yebel Sidi Ametilach que quedó conquistado.

## Bajas
Como consecuencia de la agresión de primera hora de la mañana murieron seis obreros (Emilio Esteban, Tomás Almeida, Cristóbal Sánchez, Manuel Delgado, Miguel Suárez y Salvador Pérez, este último en el hospital Militar de Melilla). En el combate posterior, el primer teniente Eduardo López Salcedo oficial de la Brigada Disciplinaria, y con él tres de sus hombres. Un total de diez muertos, los primeros de una guerra que habría de ser larga y sangrienta.
Fueron heridos el capitán José Riquelme, el teniente Luis Molina y Galano,el teniente Alberto Molina y Galano (hermano del anterior), el teniente Sánchez Prats y los soldados Francisco García Pino, Ricardo Bedo, Marcos Lana, Antonio Molina, Gregorio García Pérez, Elías Rodríguez, Luis Restay, Emilio García González, Francisco León, Vicente Querol, José Francés, Juan Hernández Mateu, Manuel Ramadan, José Cascales, Faustino Caballero, Miguel Cabañas, Gregorio Agulló, Miguel Marco y Miguel Martín Navarro. Total de 23 heridos.

## Recompensas
El coronel Ignacio Axo y González de Mendoza fue condecorado por las acciones en el Valle de Beni Ensacon la cruz de plata al Mérito Militar con distintivo rojo.